# Марија Глуваков
Марија Глуваков-Меденица је српски пијаниста и професор клавира. Рођена је 1973. у Сенти.

## Биографија
Марија Глуваков Меденица, пијанисткиња, започела је своје музичко школовање у Новом Кнежевцу. Дипломирала је и магистрирала клавир на Факултету музичке уметности у Београду, у класи професора Милоша Ивановића, а потом и специјализирала камерну музику  у клавирском  дуу, у класи професорке Оливере Ђурђевић. Докторске уметничке студије клавира, завршила је на истом факултету, у класи  професорке Тијане Хумо Рајевац. 
Усавршавала се на Музичкој академији Франц Лист у Будимпешти, у класи Давида Бала. Похађала је мајсторске курсеве Душана Трбојевића, Арба Валдме, Оливере Ђурђевић, Рите Кинке, Сергеја Дорењског, Андреја Писарјева и Мајкла Леслија.  
Учествовала је на музичким свечаностима БЕМУС, НОМУС, међународним фестивалима Donne in musica (Крагујевац), ClarinetFest (Асизи), Piano summer (Врање), Piano City (Нови Сад) и домаћем фестивалу  Тисин цвет (Нови Кнежевац), а више пута је наступала као солиста са Симфонијским оркестром „Станислав Бинички“ и Камерним оркестром „Корнелије.“ Остварила је снимке за радио и ТВ. Године 1996. примљена је у чланство  Удружења музичких уметника  Србије. Уврштена је у Српски Who is Who (Завод за уџбенике, Београд, 2013). 
Радила је као асистент Катедре за клавир на ФМУ у Београду (1998-2004) и као стручни сарадник на Факултету уметности у Косовској Митровици (2004-2008). Од 2008. године ради на Факултету уметности Универзитета у Приштини са привременим седиштем у Косовској Митровици, прво као доцент, а од 2015. године у звању ванредног професора за уметничку област Клавир, студијског програма Извођачке уметности,
Предавала је на Факултету музичке уметности  у Београду у звању асистент на клавирском одсеку (1998 - 2004). Од 2005. године, предаје на Факултету уметности  у звању ванредни професор, на   модул  Клавир.

## Награде
Марија Глуваков  Меденица је освојила награде на многобројним републичким и савезним такмичењима у бившој Југославији, као и на међународним такмичењима у Риму и Стрези током 1995. године. Добитник је  награде из фонда „Радмиле Ђорђевићˮ (за камерну музику), као и награде из фонда „Слободанке Милошевић Савићˮ, које додељује ФМУ најперспективнијим младим солистима. На IV DANUBIA TALENTS LISZT INTERNATIONAL MUSIC COMPETITION ONLINE 2022, у категорији TEACHER - STUDENT, освојила је другу награду.